# Nazionale maschile di calcio della Repubblica Ceca
La nazionale di calcio della Repubblica Ceca (Česká fotbalová reprezentace in ceco) è la rappresentativa calcistica della Repubblica Ceca ed è posta sotto l'egida della Českomoravský fotbalový svaz. Nata nel 1993 in seguito alla dissoluzione della Cecoslovacchia, è riconosciuta dalla UEFA come unica erede della precedente squadra: dalla scissione è nata, inoltre, la nazionale slovacca.
Nel ranking mondiale della FIFA, istituito nell'agosto 1993, la nazionale ceca ha occupato più volte il 2º posto (settembre 1999, gennaio-maggio 2000, aprile-maggio 2005 e gennaio-maggio 2006), mentre il peggior piazzamento è il 67º posto, occupato a marzo 1994. Attualmente occupa il 45º posto nella graduatoria.

## Storia

### L'epoca della Cecoslovacchia
Gran parte della storia della nazionale ceca è ascrivibile all'era della Cecoslovacchia, perdurata dai primi anni del XX secolo sino al 1992. I migliori risultati conseguiti furono la vittoria dell'Europeo 1976, nonché i secondi posti ottenuti ai Mondiali del 1934 e del 1962.
Dopo lo scioglimento dello Stato, la squadra prese parte alle qualificazioni per i mondiali di Usa 1994; la separazione, che interessò anche la compagine slovacca, fu ufficiale a partire dalla stagione 1994-95.

### Gli anni 1990
Dopo aver esordito in un'amichevole contro la Turchia nel febbraio 1994, la Repubblica Ceca disputò le eliminatorie per l'europeo 1996. Approdò alla fase finale vincendo il proprio raggruppamento, circostanza che obbligò i Paesi Bassi allo spareggio. La selezione ceca risultò la maggiore outsider del torneo, superando il primo turno a scapito dell'Italia: fu decisiva la vittoria nello scontro diretto (2-1), che valse alla squadra allenata da Dušan Uhrin il secondo posto nel girone dietro alla Germania e davanti agli azzurri, che pure avevano gli stessi punti dei cechi in classifica. In seguito i cechi eliminarono il Portogallo e la Francia, raggiungendo una storica finale. A spezzare il sogno fu la Germania, impostasi ai supplementari sulla formazione ceca dopo essere passata in svantaggio: una doppietta di Bierhoff diede la vittoria ai tedeschi, prevalsi per mezzo del golden goal.
Proprio la rinuncia della Mannschaft consentì alla Repubblica Ceca — che aveva in Nedvěd e Poborský i principali punti di forza — di partecipare alla Confederations Cup 1997, dove i cechi ottennero il terzo posto, sconfiggendo l'Uruguay.
Nel 1997, dopo il mancato accesso al campionato mondiale del 1998, Uhrin fu sostituito in panchina da Jozef Chovanec. Il nuovo commissario tecnico condusse la squadra ad un'autorevole qualificazione all'europeo del 2000, con il record di dieci vittorie in altrettante partite. L'esperienza nel torneo si rivelò, tuttavia, di breve durata, poiché le sconfitte con Paesi Bassi e Francia comportarono l'eliminazione già alla seconda giornata; il 2-0 contro la Danimarca non fu pertanto sufficiente a raggiungere i quarti di finale.

### Il terzo millennio
Fallito nuovamente l'approdo al mondiale, quello di Giappone e Corea del Sud 2002, la Repubblica Ceca disputò la fase finale di un campionato europeo per la terza volta di fila nel 2004. Vinto il girone a punteggio pieno, ai quarti di finale i cechi ebbero la meglio sulla Danimarca con un netto 3-0; il cammino dei cechi, che parevano lanciati verso la finale, si interruppe in semifinale, quando la Grecia strappò la vittoria al silver goal.
Nel 2005 la formazione si qualificò a Germania 2006 dopo uno spareggio con la Norvegia. Al debutto nel campionato del mondo, una larga affermazione contro gli Stati Uniti (3-0) fece ben sperare, ma le successive sconfitte, entrambe per 2-0, ad opera di Ghana ed Italia determinarono la precoce eliminazione dal torneo.
Negativa fu anche la partecipazione al campionato d'Europa del 2008, chiusa con l'eliminazione al primo turno. Ai cechi risultarono fatali le sconfitte contro Portogallo e Turchia: quest'ultima avversaria, in particolare, si impose per 3-2, rimontando un doppio svantaggio nei minuti finali dell'incontro.
Pur non riuscendo a qualificarsi ai mondiali del 2010 e del 2014, negli anni duemiladieci la Repubblica Ceca calcò per altre due volte il palcoscenico continentale. Nel 2012, malgrado una pesante sconfitta all'esordio contro la Russia, riuscì ad accedere ai quarti di finale grazie a due vittorie consecutive, ma venne poi eliminata dal Portogallo, con una rete di Cristiano Ronaldo in zona Cesarini. Seguì una nuova mancata qualificazione al mondiale.
Nel 2016, alla sesta partecipazione consecutiva a un europeo, i cechi furono eliminati al primo turno: a risultare determinante fu, come nel 2008, una disfatta contro la Turchia nel match conclusivo. Dopo aver mancato nuovamente la qualificazione al mondiale, quello di Russia 2018, nell'autunno 2018 la squadra fu impegnata nell'appena istituita UEFA Nations League, nell'edizione inaugurale 2018-2019, in cui si piazzò seconda nel girone 1 della Lega B dietro l'Ucraina, e finì ottava nella classifica complessiva.

### Gli anni duemilaventi
Nonostante un pesante 5-0 contro gli inglesi, peggiore rovescio di sempre della nazionale ceca, la squadra si qualificò al campionato d'Europa 2020 come seconda classificata nel proprio girone. Nella fase finale del torneo, tenutasi nel 2021, la Cechia batté la Scozia (2-0), pareggiò contro la Croazia (1-1) e fu sconfitta dall'Inghilterra (0-1), ottenendo il terzo posto nel girone, che bastò per qualificarsi agli ottavi di finale, dato che i cechi risultarono tra le quattro migliori terze classificate. Agli ottavi i mitteleuropei batterono a sorpresa i Paesi Bassi per 2-0, ma poi si arresero ai quarti di finale alla Danimarca, vittoriosa per 2-1.
Nella seconda edizione della UEFA Nations League, quella del 2020-2021, i cechi furono inseriti nel gruppo 2 della Lega B, insieme a Scozia, Slovacchia e Israele; imponendosi come primi nel girone, ottennero il terzo posto nella Lega B e furono promossi nella Lega A.
Fu proprio la vittoria del girone di UEFA Nations League a consentire alla Repubblica Ceca, che aveva concluso al terzo posto il proprio girone di qualificazione al campionato del mondo 2022, di restare in lizza per un posto nella fase finale della Coppa del mondo, ma nella semifinale degli spareggi in gara singola contro la Svezia arrivò una sconfitta per 1-0. La fase involutiva proseguì al campionato d'Europa 2024, cui i cechi si qualificarono tramite il secondo posto nel loro girone eliminatorio: in Germania la Repubblica Ceca perse contro il Portogallo (1-2), pareggiò contro la Georgia (1-1) e perse contro la Turchia (2-1), chiudendo il gruppo all'ultimo posto.

## Colori e simboli
La nazionale ceca ha ereditato i colori della vecchia nazionale cecoslovacca, ovvero maglia rossa, calzoncini bianchi e calzettoni blu: questa scelta ricalca la bandiera ceca, rimasta immutata rispetto a quella cecoslovacca. Non è raro vedere la nazionale ceca anche con pantaloncini blu.
In trasferta solitamente è bianca con bordini blu e, a volte, rossi.
Il fornitore è Puma.

Lo stemma statale, per molti anni ricamato sulle maglie della nazionale ceca.

Sul petto i giocatori cechi hanno portato per molto tempo lo stemma nazionale e non quello della federazione: questa è una differenza rispetto alla nazionale cecoslovacca, che portava il simbolo della vecchia federazione e la bandiera. Dal 2012 le maglie recano una versione semplificata dello stemma federale: scudetto rosso con bordi bianchi e profilo inferiore blu, con al centro il solo leone bianco (argenteo, secondo i canoni araldici) di Boemia.
Dall'inizio degli anni 2000 la Repubblica Ceca è solita portare sulle divise al centro del petto una bandierina ceca affiancata da quella della nazione che incontrano.

## Partecipazioni ai tornei internazionali
Dal 1918 al 1993 la Repubblica Ceca non aveva una propria nazionale, in quanto lo Stato ceco era inglobato nella Cecoslovacchia. Esisteva, quindi, un'unica nazionale che rappresentava tutta la Cecoslovacchia. Prima del 1918 la nazionale ceca ha rappresentato la Boemia, mentre tra il 1939 ed il 1945 ha rappresentato il Protettorato di Boemia e Moravia.

Legenda: Grassetto: Risultato migliore, Corsivo: Mancate partecipazioni

## Statistiche dettagliate sui tornei internazionali

### Mondiali
| Anno | Luogo                    | Piazzamento     | V | N | P | Gol |
| ---- | ------------------------ | --------------- | - | - | - | --- |
| 1998 | Francia                  | Non qualificata | - | - | - | -   |
| 2002 | Corea del Sud / Giappone | Non qualificata | - | - | - | -   |
| 2006 | Germania                 | Primo turno     | 1 | 0 | 2 | 3:4 |
| 2010 | Sudafrica                | Non qualificata | - | - | - | -   |
| 2014 | Brasile                  | Non qualificata | - | - | - | -   |
| 2018 | Russia                   | Non qualificata | - | - | - | -   |
| 2022 | Qatar                    | Non qualificata | - | - | - | -   |

### Europei
| Anno | Luogo                | Piazzamento      | V | N | P | Gol  |
| ---- | -------------------- | ---------------- | - | - | - | ---- |
| 1996 | Inghilterra          | Secondo posto    | 2 | 2 | 2 | 7:8  |
| 2000 | Belgio / Paesi Bassi | Primo turno      | 1 | 0 | 2 | 3:3  |
| 2004 | Portogallo           | Semifinali       | 4 | 0 | 1 | 10:5 |
| 2008 | Austria / Svizzera   | Primo turno      | 1 | 0 | 2 | 4:6  |
| 2012 | Polonia / Ucraina    | Quarti di finale | 2 | 0 | 2 | 4:6  |
| 2016 | Francia              | Primo turno      | 0 | 1 | 2 | 2:5  |
| 2020 | Europa               | Quarti di finale | 2 | 1 | 2 | 6:4  |
| 2024 | Germania             | Primo turno      | 0 | 1 | 2 | 3:5  |

### Confederations Cup
| Anno | Luogo                    | Piazzamento     | V | N | P | Gol  |
| ---- | ------------------------ | --------------- | - | - | - | ---- |
| 1995 | Arabia Saudita           | Non invitata    | - | - | - | -    |
| 1997 | Arabia Saudita           | Terzo posto     | 2 | 1 | 2 | 10:7 |
| 1999 | Messico                  | Non qualificata | - | - | - | -    |
| 2001 | Corea del Sud / Giappone | Non qualificata | - | - | - | -    |
| 2003 | Francia                  | Non qualificata | - | - | - | -    |
| 2005 | Germania                 | Non qualificata | - | - | - | -    |
| 2009 | Sudafrica                | Non qualificata | - | - | - | -    |
| 2013 | Brasile                  | Non qualificata | - | - | - | -    |
| 2017 | Russia                   | Non qualificata | - | - | - | -    |

### Nations League
| Anno      | Luogo       | Piazzamento   | V | N | P | Gol  |
| --------- | ----------- | ------------- | - | - | - | ---- |
| 2018-2019 | Portogallo  | 8° in Lega B  | 2 | 0 | 2 | 4:4  |
| 2020-2021 | Italia      | 3° in Lega B  | 4 | 0 | 2 | 9:5  |
| 2022-2023 | Paesi Bassi | 15° in Lega A | 1 | 1 | 4 | 5:13 |

## Tutte le rose

### Mondiali
Coppa del Mondo FIFA 20061 Čech, 2 Grygera, 3 Mareš, 4 Galásek, 5 Kováč, 6 Jankulovski, 7 Sionko, 8 Poborský, 9 Koller, 10 Rosický, 11 Nedvěd, 12 Lokvenc, 13 Jiránek, 14 Jarolím, 15 Baroš, 16 Blažek, 17 Štajner, 18 Heinz, 19 Polák, 20 Plašil, 21 Ujfaluši, 22 Rozehnal, 23 Kinský, CT: Brückner

### Europei
Campionato d'Europa UEFA 19961 Kouba, 2 Látal, 3 Suchopárek, 4 Nedvěd, 5 Kadlec, 6 Němeček, 7 Němec, 8 Poborský, 9 Kuka, 10 Drulák, 11 Frýdek, 12 Kubík, 13 Bejbl, 14 Berger, 15 Horňák, 16 Srníček, 17 Šmicer, 18 Kotůlek, 19 Rada, 20 P. Novotný, 21 Kerbr, 22 L. Maier, CT: Uhrin
Campionato d'Europa UEFA 20001 Srníček, 2 Řepka, 3 Látal, 4 Nedvěd, 5 Fukal, 6 Vlček, 7 Němec, 8 Poborský, 9 Kuka, 10 Koller, 11 Rosický, 12 Lokvenc, 13 Bejbl, 14 Horváth, 15 Jankulovski, 16 Maier, 17 Šmicer, 18 Novotný, 19 Rada, 20 Berger, 21 Gabriel, 22 Blažek, CT: Chovanec
Campionato d'Europa UEFA 20041 Čech, 2 Grygera, 3 Mareš, 4 Galásek, 5 Bolf, 6 Jankulovski, 7 Šmicer, 8 Poborský, 9 Koller, 10 Rosický, 11 Nedvěd, 12 Lokvenc, 13 Jiránek, 14 Vachoušek, 15 Baroš, 16 Blažek, 17 Hübschman, 18 Heinz, 19 Týce, 20 Plašil, 21 Ujfaluši, 22 Rozehnal, 23 Kinský, CT: Brückner
Campionato d'Europa UEFA 20081 Čech, 2 Grygera, 3 Polák, 4 Galásek, 5 Kováč, 6 Jankulovski, 7 Sionko, 8 Fenin, 9 Koller, 10 Svěrkoš, 11 Vlček, 12 Pospěch, 13 Kadlec, 14 Jarolím, 15 Baroš, 16 Blažek, 17 Matějovský, 18 Sivok, 19 Skácel, 20 Plašil, 21 Ujfaluši, 22 Rozehnal, 23 Zítka, CT: Brückner
Campionato d'Europa UEFA 20121 Čech, 2 Gebre Selassie, 3 Kadlec, 4 Suchý, 5 Hubník, 6 Sivok, 7 Necid, 8 Limberský, 9 Rezek, 10 Rosický, 11 Petržela, 12 Rajtoral, 13 Plašil, 14 Pilař, 15 Baroš, 16 Laštůvka, 17 Hübschman, 18 Kolář, 19 Jiráček, 20 Pekhart, 21 Lafata, 22 Darida, 23 Drobný, CT: Bílek
Campionato d'Europa UEFA 20161 Čech, 2 Kadeřábek, 3 Kadlec, 4 Gebre Selassie, 5 Hubník, 6 Sivok, 7 Necid, 8 Limberský, 9 Dočkal, 10 Rosický, 11 Pudil, 12 Škoda, 13 Plašil, 14 Kolář, 15 Pavelka, 16 Vaclík, 17 Suchý, 18 Šural, 19 Krejčí, 20 Skalák, 21 Lafata, 22 Darida, 23 Koubek, CT: Vrba
Campionato d'Europa UEFA 20201 Vaclík, 2 Kadeřábek, 3 Čelůstka, 4 Brabec, 5 Coufal, 6 Kalas, 7 Barák, 8 Darida, 9 Holeš, 10 Schick, 11 Krmenčík, 12 Masopust, 13 Ševčík, 14 Jankto, 15 Souček, 16 Mandous, 17 Zima, 18 Bořil, 19 Hložek, 20 Vydra, 21 Král, 22 Matějů, 23 Koubek, 24 Pekhart, 25 Pešek, 26 Sadílek, CT: Šilhavý
Campionato d'Europa UEFA 20241 Staněk, 2 Zima, 3 Holeš, 4 Hranáč, 5 Coufal, 6 Vitík, 7 Barák, 8 Ševčík, 9 Hložek, 10 Schick, 11 Kuchta, 12 Douděra, 13 Chytil, 14 Provod, 15 D. Jurásek, 16 Kovář, 17 Černý, 18 Krejčí, 19 Chorý, 20 Lingr, 21 Červ, 22 Souček, 23 Jaroš, 24 Vlček, 25 Šulc, 26 M. Jurasék, CT: Hašek

### Confederations Cup
FIFA Confederations Cup 19971 Srníček, 2 Ulich, 3 Kozel, 4 Nedvěd, 5 Horňák, 6 Svoboda, 7 Němec, 8 Poborský, 9 Kuka, 10 Siegl, 11 Bejbl, 12 Rada, 13 Vlček, 14 Slončik, 15 Lasota, 16 Lokvenc, 17 Šmicer, 18 Fukal, 19 Frýdek, 20 Maier, CT: Uhrin

### Giochi olimpici
NOTA: Per le informazioni sulle rose successive al 1948 visionare la pagina della Nazionale olimpica.

## Rosa attuale
Lista dei giocatori convocati per le gare di qualificazione al campionato mondiale di calcio 2026 del 6 e 9 giugno 2025.
Presenze e reti aggiornate al 9 giugno 2025, al termine della gara contro la Croazia.
|  | P | Jindřich Staněk | 27 aprile 1996   | 13 | -14 | Slavia Praga     |  |  |
|  | P | Matěj Kovář     | 17 maggio 2000   | 13 | -16 | Bayer Leverkusen |  |  |
|  | P | Martin Jedlička | 24 gennaio 1998  | 0  | 0   | Viktoria Plzeň   |  |  |
|  |   |                 |                  |    |     |                  |  |  |
|  | D | Vladimír Coufal | 22 agosto 1992   | 55 | 1   | West Ham Utd     |  |  |
|  | D | Tomáš Holeš     | 31 marzo 1993    | 37 | 2   | Slavia Praga     |  |  |
|  | D | Jan Bořil       | 11 gennaio 1991  | 31 | 0   | Slavia Praga     |  |  |
|  | D | David Zima      | 8 novembre 2000  | 24 | 1   | Slavia Praga     |  |  |
|  | D | Ladislav Krejčí | 20 aprile 1999   | 20 | 3   | Girona           |  |  |
|  | D | Jaroslav Zelený | 20 agosto 1992   | 16 | 0   | Sparta Praga     |  |  |
|  | D | David Douděra   | 31 maggio 1998   | 12 | 1   | Slavia Praga     |  |  |
|  | D | Václav Jemelka  | 23 giugno 1995   | 10 | 0   | Viktoria Plzeň   |  |  |
|  | D | Martin Vitík    | 21 gennaio 2003  | 5  | 0   | Sparta Praga     |  |  |
|  |   |                 |                  |    |     |                  |  |  |
|  | C | Tomáš Souček    | 27 febbraio 1995 | 81 | 15  | West Ham Utd     |  |  |
|  | C | Alex Král       | 19 maggio 1998   | 47 | 2   | Espanyol         |  |  |
|  | C | Lukáš Provod    | 23 ottobre 1996  | 32 | 3   | Slavia Praga     |  |  |
|  | C | Michal Sadílek  | 31 maggio 1999   | 27 | 1   | Twente           |  |  |
|  | C | Václav Černý    | 17 ottobre 1997  | 26 | 7   | Rangers          |  |  |
|  | C | Pavel Šulc      | 29 dicembre 2000 | 14 | 4   | Viktoria Plzeň   |  |  |
|  | C | Lukáš Červ      | 10 aprile 2001   | 9  | 1   | Viktoria Plzeň   |  |  |
|  | C | Filip Zorvan    | 7 aprile 1996    | 0  | 0   | Sigma Olomouc    |  |  |
|  |   |                 |                  |    |     |                  |  |  |
|  | A | Patrik Schick   | 24 gennaio 1996  | 46 | 24  | Bayer Leverkusen |  |  |
|  | A | Adam Hložek     | 25 luglio 2002   | 41 | 4   | Hoffenheim       |  |  |
|  | A | Tomáš Chorý     | 26 gennaio 1995  | 14 | 4   | Slavia Praga     |  |  |
|  | A | Vasil Kušej     | 24 maggio 2000   | 4  | 0   | Mladá Boleslav   |  |  |

## Record individuali
Statistiche aggiornate al 9 giugno 2025.
- I giocatori in grassetto sono ancora in attività con la maglia della nazionale.

### Classifica presenze
| Posizione | Giocatore         | Presenze | Reti | Periodo   |
| --------- | ----------------- | -------- | ---- | --------- |
| 1         | Petr Čech         | 124      | 0    | 2002-2016 |
| 2         | Karel Poborský    | 118      | 8    | 1994-2006 |
| 3         | Tomáš Rosický     | 105      | 23   | 2000-2016 |
| 4         | Jaroslav Plašil   | 103      | 7    | 2004-2016 |
| 5         | Milan Baroš       | 93       | 41   | 2001-2012 |
| 6         | Jan Koller        | 91       | 55   | 1999-2009 |
| 6         | Pavel Nedvěd      | 91       | 18   | 1994-2006 |
| 8         | Vladimír Šmicer   | 81       | 27   | 1993-2005 |
| 8         | Tomáš Souček      | 81       | 15   | 2016-     |
| 10        | Marek Jankulovski | 79       | 12   | 2000-2009 |

### Classifica reti
| Posizione | Giocatore         | Reti | Presenze | Periodo   |
| --------- | ----------------- | ---- | -------- | --------- |
| 1         | Jan Koller        | 55   | 91       | 1999-2009 |
| 2         | Milan Baroš       | 41   | 93       | 2001-2012 |
| 3         | Vladimír Šmicer   | 27   | 81       | 1993-2005 |
| 4         | Patrik Schick     | 24   | 46       | 2016-     |
| 5         | Tomáš Rosický     | 23   | 105      | 2000-2016 |
| 6         | Pavel Kuka        | 22   | 63       | 1994-2001 |
| 7         | Pavel Nedvěd      | 18   | 91       | 1994-2006 |
| 7         | Patrik Berger     | 18   | 44       | 1994-2001 |
| 9         | Tomáš Souček      | 15   | 81       | 2016-     |
| 10        | Vratislav Lokvenc | 14   | 74       | 1995-2006 |

## Commissari tecnici
- Dušan Uhrin (1994–1997)
- Jozef Chovanec (1998–2001)
- Karel Brückner (2001–2008)
- Petr Rada (2008–2009)
- František Straka (2009)
- Ivan Hašek (2009)
- Michal Bílek (2009-2013)
- Josef Pešice (2013)
- Pavel Vrba (2014-2016)
- Karel Jarolím (2016–2018)
- Jaroslav Šilhavý (2018–2023)
- Ivan Hašek (2024–in carica)